# El chico de los ojos de gato
El chico de los ojos de gato, Nekome Kozō (猫目小僧?) es una serie de manga shōnen escrita e ilustrada por Kazuo Umezu. La historia es narrada por el chico del título, odiado tanto por humanos como por demonios, se involucra en historias de horror que incluyen monstruos y niños. El manga se serializó inicialmente en 1967 en la revista de manga Shōnen Gahōsha, Shōnen Gaho y, finalmente, en otras dos revistas, y se ha compilado y publicado varias veces en diferentes formatos. En 2008, VIZ Media autorizó y lanzó el manga en Norteamérica en dos volúmenes generales. El manga también se ha adaptado a una serie de anime en 1976 y a una película de acción en vivo en 2006. El manga se ha destacado por el grotesco estilo de narración y arte de terror japonés de Umezu. La respuesta al diseño de la edición Viz también ha sido positiva.

## Medios de comunicación

### Manga
El manga se serializó por primera vez en la revista de manga Shōnen Gahōsha Shōnen Gaho en diciembre de 1967 hasta mayo de 1968 para las historias "The Immortal Man" y "The Ugly Demon". Cinco historias más hasta que "El demonio de las mil manos" se serializaron en el Rey Shōnen de Shōnen Gahōsha hasta 1969. La serie continuó en el Shūkan Shōnen Sunday de Shogakukan para cuatro historias más en 1976.
Los capítulos del manga fueron compilados por Shōnen Gahōsha en 3 volúmenes a partir de 1969. Después de eso, Shogakukan publicó el manga en 1976 bajo su sello Shonen Sunday Comics con 5 volúmenes. El tercer editor, Asahi Sonorama, publicó el manga en 1982 bajo su sello Sun Comics con 5 volúmenes también. Asahi Sonorama luego volvió a publicar el manga en 1986 con 3 volúmenes tipo Tankōbon bajo su sello Sun Wide Comics. Shogakukan volvió a publicar el manga en 1991. Debido al lanzamiento de la adaptación cinematográfica del manga en 2006, Shogakukan volvió a publicar el manga como 2 grandes volúmenes el 16 de junio de 2006.
En enero de 2008, VIZ Media enumeró 2 volúmenes del manga en el minorista en línea Amazon con recuentos de páginas correspondientes a la edición de 2 volúmenes de Shogakukan 2006. Los 2 volúmenes fueron lanzados posteriormente en junio de 2008 bajo su sello Viz Signature. El diseño del manga, así como su tamaño en dimensiones y longitud, han sido complementados por los revisores. Veronica Casson, la diseñadora de la edición Viz del manga, señaló que, a diferencia de muchos de sus títulos anteriores, se le dio libertad para diseñar el libro sin adherirse a la versión japonesa original. En una entrevista con Alvin Lu, el vicepresidente de Viz Media, Lu declaró que Viz se centró en presentar el contenido del libro tanto como sea posible, lo que influyó en la decisión de lanzar ediciones omnibus, así como el diseño de la portada.

### Anime
En 1976, el manga se adaptó a una serie de anime llamada Yōkaiden Nekome Kozō. El anime fue producido por Wako Productions y TV Tokyo. La serie contenía 22 episodios de 15 minutos cada uno.

### Película de acción real
En 2006, Noboru Iguchi dirigió una adaptación cinematográfica de acción en vivo del anime. La película, con la ídol gravure Miku Ishida, Asami Kumakiri, Hiromasa Taguchi, Naoto Takenaka y Kanji Tsuda, se estrenó en Japón en junio de 2006 y en DVD en octubre del mismo año.

## Recepción
La respuesta al manga ha sido positiva en general, con los críticos aplaudiendo el estilo grotesco de horror de Umezu, pero también reconociendo sus similitudes con el horror de bajo presupuesto del pasado. Los críticos han comparado el manga con el pulp horror y la serie de televisión Tales from the Crypt, pero también reconocieron sus divergencias, como el enfoque en el narrador mismo. El arte ha sido complementado por crear una atmósfera oscura, así como por los monstruos imaginativos de Umezu. Los críticos también han notado que el manga probablemente será más atractivo para el público interesado en los clásicos del manga en lugar de los fanáticos del horror moderno. Las opiniones sobre la efectividad de las historias cortas y largas han sido variadas.
Carlo Santos, de Anime News Network, criticó las similitudes de las historias con las películas de B-horror, así como la debilidad de las historias más cortas basadas en monstruos, pero elogió la capacidad de Umezu para "crear un retrato escalofriante del alma humana". Shaenon K. Garrity de Anime News Network disfrutó la variedad de monstruos que Umezu creó y elogió las historias más largas. Joseph Luster, de Otaku USA lo recomendó altamente al llamarlo un "clásico impecable" basado en la narrativa reflexiva de Umezu y los elementos de terror. A Greg McElhatton de Comic Book Resources le gustó cómo el manga rompió su molde de antología de terror al involucrar al protagonista y desviarse del sentido tradicional de justicia para el bien. Connie C. de Comic Book Resources elogió la capacidad de Umezu para crear un ambiente de terror, así como su arte, pero se sintió mezclada con sus ideas extrañas que ella creía que se adaptaban mejor a sus historias más cortas. Ain't It Cool News clasificó el manga como un ejemplo de horror japonés y lo calificó como "una mezcla escalofriante de viñetas oscuras con lo macabro, lo grotesco y lo absurdo", a pesar de la narración más débil de Umezu al principio. Manga Bookshelf interpretó el objetivo de Umezu con el manga como querer crear una atmósfera alucinante desprovista de lógica y disfrutó de la historia de origen del niño de ojos de gato, mientras criticaba la historia "La banda de los cien monstruos". IGN comentó que el humor en el manga lo distingue de los trabajos más serios de Umezu como The Drifting Classroom y que las historias más largas eran más difíciles de leer. Comics Village también clasificó el manga como horror japonés y señaló que el lanzamiento de Viz atraerá más a los coleccionistas. También reconoció el estilo anticuado de la obra de arte, pero dijo que la historia tiene "cualidades intemporales". Al describir el tipo de horror en Cat Eyed Boy, Graphic Novel Reporter lo calificó de extraño y espeluznante "...en el sentido de que es más probable que las imágenes perturben momentáneamente su estómago que lo mantengan despierto por la noche". También complementaba las imágenes de Umezu. ComicBooksBin disfrutó el enfoque del horror de Umezu donde evita la lógica, contrastando con el horror estadounidense. También describió sus obras como "...una reunión de grotescas consultas y absurdos que casi desafían la imaginación".
El lanzamiento de Viz del manga fue nominado para el Premio Eisner 2009 en la categoría "Mejor edición estadounidense de material internacional: Japón". En una encuesta de lectores de manga Seinen realizada en 2008 por About.com, Nekome Kozō ganó el octavo lugar.